# Jehubba Petrus Blomkvist
Jehubba Petrus Blomkvist, född 10 januari 1843 i Stenåsa socken, död 9 april 1909 i Örebro, var en svensk dövlärare.
Blomkvist avlade folkskollärarexamen 1862 och blev anställd vid en folkskola samma år. 1863-1875 han lärare vid Manillaskolan. Utan ansökan kallades han 1875 till föreståndare för den nyinrättade Örebro läns döfstumsskola i Örebro. Blomkvist var ledamot av Örebro stads skolråd 1878-90 och 1892-1900 och vice ordfrörande under flera år, vice ordförande i Svenska dövstumslärararsällskapet 1881-86 och 1900-02 samt dess ordförande 1903-08. Han blev tillförordnad föreståndare för femte distriktets dövstumskola i Örebro 1890 (ordinarie 1892), var ordförande i Örebro pedagogiska sällskap 1903-08 och i Örebro läns slöjdförening 1904-07. 1905 blev Blomkvist riddare av Vasaorden.